# Салічні франки

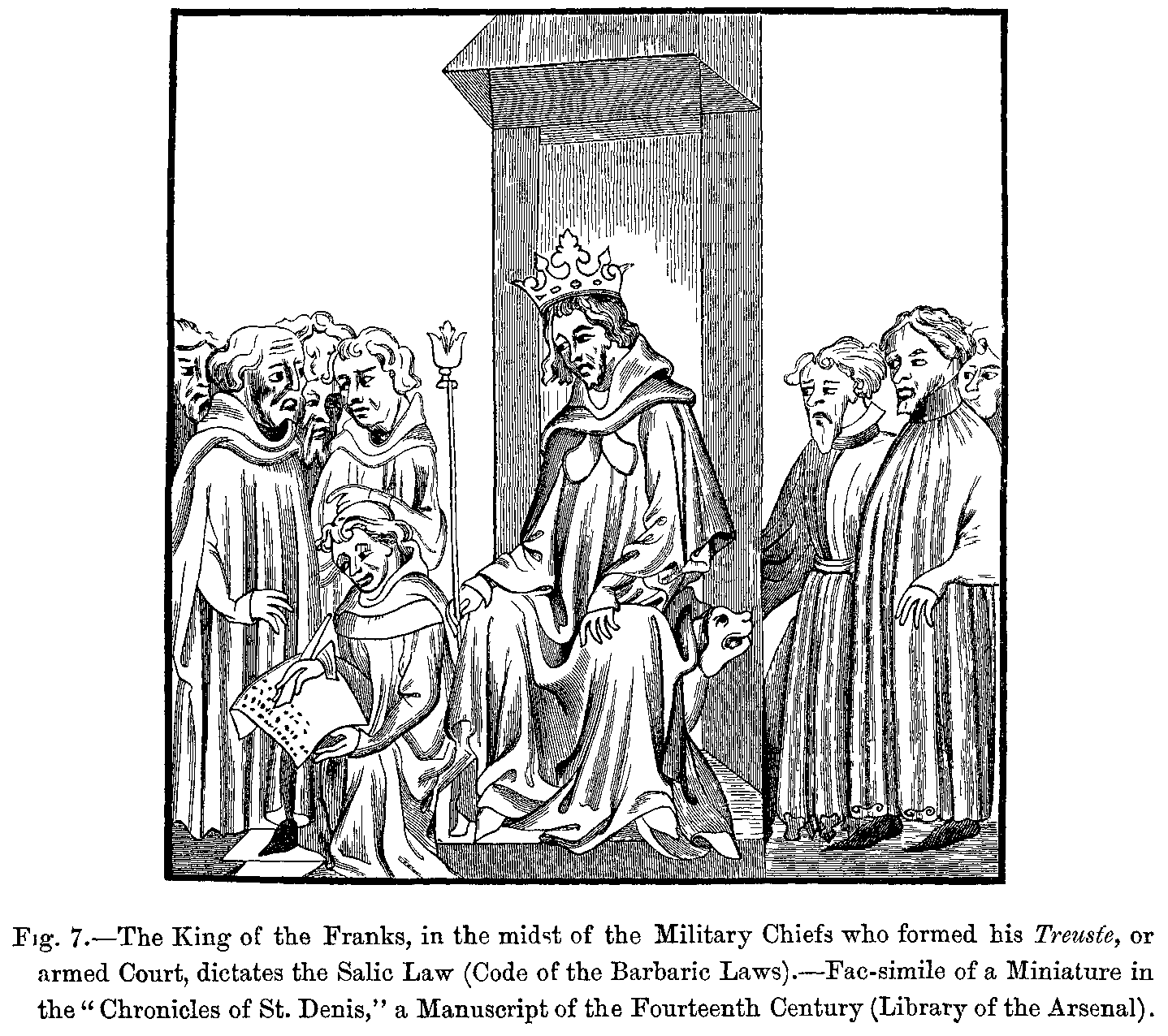
Король франків дарує народу Салічний закон. Французька мініатюра XIV ст.

Салічні (західні, приморські) франки, також салійці — гілка франків, що жила з 420 самостійно в Токсандрії і пізніше в Турне. Вождь Фарамонд — фігура, можливо, фіктивна — перейшов зі своїми підданими Рейн у західному напрямку, закріпився там і відокремився таким чином від рейнських франків. Фарамонд вважається засновником династії Меровінгів. 486 року найагресивніший з вождів салічних франків, 20-річний Хлодвіг з династії Меровінгів, в битві під галло-римським містом Суассон розгромив останній уламок Римської Імперії на Заході — так зване Королівство Сіаґрія. З того часу нова держава салічних франків почала називатися Суассонським королівством, що свідчило про те, що король Хлодвіг I розширив свої володіння на південний захід та на південь, захопивши землі у римлян. Проте, завоювавши Королівство Сіаґрія, основна маса салічних франків все одно залишилася на своїх землях за правим берегом річки Сомми. Таким чином романська людність, яка складала понад 90 відсотків населення вже Суассонського королівства Хлодвіга, була врятована від германської асиміляції і пізніше, асимілювавши нечисленних франків та інших германських зайд, склала кістяк нового романського народу — французів. Трохи згодом, після перемоги під Суассоном, Хлодвіг шляхом витончених інтриг та підступних вбивств відкараскався від інших франкських вождів, які допомагали йому завоювати Королівство Сіаґрія, й захопив їхні землі, розширивши володіння своєї держави на правий берег Райну. Правовим кодексом салічних франків був Салічний закон.

## Вожді салічних франків
- Фарамонд 420—428
- Хлодіон Довговолосий 428—447
- Меровей 448—458
- Хільдерік I 458—481
- Хлодвіг 481—511